# Parigi-Camembert 2004
La Parigi-Camembert 2004, sessantacinquesima edizione della corsa e valida come evento del circuito UCI categoria 1.2, si svolse il 13 aprile 2004, per un percorso totale di 200 km. Fu vinta dal francese Franck Bouyer, al traguardo con il tempo di 4h29 19" alla media di 44,55 km/h.
Al traguardo, 38 ciclisti portarono a termine il percorso.

## Ordine d'arrivo (Top 10)
| Pos. | Corridore          | Squadra         | Tempo    |
| ---- | ------------------ | --------------- | -------- |
| 1    | Franck Bouyer      | La Boulangère   | 4h29'19" |
| 2    | Thomas Löfkvist    | Fdjeux.com      | a 1"     |
| 3    | Johan Coenen       | Mr Bookmaker    | a 20"    |
| 4    | Sandy Casar        | Fdjeux.com      | s.t.     |
| 5    | Sylvain Chavanel   | La Boulangère   | s.t.     |
| 6    | Andrej Kašečkin    | Crédit Agricole | s.t.     |
| 7    | Laurent Brochard   | AG2R Prév.      | s.t.     |
| 8    | Aleksandr Bazhenov | Domina Vacanze  | a 29"    |
| 9    | Pierrick Fédrigo   | Crédit Agricole | a 1'11"  |
| 10   | Frédéric Finot     | RAGT            | s.t.     |